# Johannes van Parma
Johannes van Parma (Noord-Italië, 1208 of 1209 - Camerino, 1289) was een Italiaans franciscaan. Hij studeerde theologie in Parijs en doceerde logica in Bologna en Napels. In 1233 werd hij minderbroeder. In 1247 werd hij tot generale overste van de orde gekozen, als opvolger van Crescentius van Jesi. Hij was de eerste generale minister die rondreisde om alle provincies van de orde te bezoeken. Hij zorgde ook voor rust binnen de orde, na woelige strijd tussen behoudsgezinden en vernieuwingsgezinden. Johannes van Parma was aanvaardbaar voor zowel het grootste, gematigde deel van de franciscanen als voor de ijveraars of zelanti. Hij zorgde ook voor verzoening van de orde met Elias van Cortona. Op het generale kapittel van 1257 trad hij af omdat hij verdacht werd van sympathie voor de ideeën van Joachim van Fiore. Hij stelde Bonaventura voor als zijn opvolger. Deze stelde een vervolging van Johannes van Parma in op verdenking van ketterij. Johannes ging dan vrijwillig in ballingschap in Greccio, waar hij de functie van kardinaal weigerde en gedurende 30 jaar in afzondering leefde. In 1289 stuurde Paus Nicolaas IV hem als gezant naar Constantinopel, maar onderweg stierf hij in Camerino.
In 1777 werd Johannes van Parma zalig verklaard door paus Pius VI.